# Association épiscopale liturgique pour les pays francophones
L'Association épiscopale liturgique pour les pays francophones (AELF), association de droit français créée le 30 septembre 1969, est l'instance officielle de l'Église catholique chargée notamment de la gestion des droits sur l'ensemble des traductions françaises des textes de la liturgie catholique. Cela recouvre notamment la Bible de la liturgie, le lectionnaire, la liturgie des heures, ou encore les rituels (baptême, mariage, funérailles, ordination...).

## Spécificités de la traduction liturgique
La traduction officielle liturgique de la Bible se différencie des autres traductions existantes  (TOB, Bible de Jérusalem...) par le fait qu'elle est spécifiquement destinée à son usage au cours de la liturgie, et notamment à la lecture publique. Le texte est donc particulièrement adapté à cet effet. De même, les textes du lectionnaire adaptent les versets d'origine, afin de faciliter la compréhension d'un extrait hors de son contexte. À titre d'exemple, une lecture qui commencerait par : « Il leur dit » pourrait être modifiée ainsi : « Jésus dit à ses disciples ».

## Un double cadre juridique
L'AELF assure sa mission dans le double cadre du droit de l'Église, notamment en conformité avec la Constitution sur la sainte Liturgie (Sacrosanctum Concilium) du concile Vatican II et du Code de droit canonique de 1983, (can. 838, §3), et du droit civil, avec en particulier le code de la propriété intellectuelle ou la convention de Berne pour la protection des œuvres littéraires et artistiques.

## Processus de traduction
L'élaboration des traductions proprement dites, qui sont in fine approuvées (on parle de « recognitio ») par le Saint-Siège (plus précisément de la Congrégation pour le culte divin et la discipline des sacrements), se fait sous l'égide de la Commission épiscopale francophone pour les traductions liturgiques (CEFTL). Le rôle de l'AELF est davantage administratif, avec notamment la gestion des droits dus par les nombreux éditeurs publiant les textes de la liturgie, mais aussi les artistes qui utilisent ces textes, par exemple pour des chansons ou des spectacles.